# Maurice Pluntke
Maurice Pluntke (* 23. Januar 1994 in Mönchengladbach) ist ein deutscher Fußballspieler. Der Innenverteidiger steht seit 2024 bei der Holzheimer SG unter Vertrag.

## Karriere

### Verein
Maurice Pluntke begann seine Karriere beim SC Rheindahlen und wechselte 2002 in die Jugend von Borussia Mönchengladbach. Dort durchlief er alle Jugendmannschaften und rückte zur Saison 2013/14 in den Kader der zweiten Mannschaft auf. Am 17. Mai 2014 debütierte er beim 2:2 gegen die Sportfreunde Lotte in der Regionalliga West. Zur neuen Saison wechselte Pluntke zu Fortuna Düsseldorf, dessen zweite Mannschaft ebenfalls in der Regionalliga West spielt.
Am 25. April 2015 stand er beim Ligaspiel gegen TSV 1860 München erstmals im Kader der ersten Mannschaft. Am 8. Mai 2015 debütierte er bei der 0:2-Niederlage im Heimspiel gegen den VfR Aalen in der 2. Bundesliga. Mitte Januar 2016 löste Pluntke seinen Vertrag in Düsseldorf auf und wechselte zum Orange County Blues FC ins kalifornische Irvine.
Mitte Januar 2017 kehrte Pluntke nach Deutschland zurück und schloss sich dem Regionalligisten Alemannia Aachen an. Zur Saison 2018/19 wechselte er zum FSV Wacker 90 Nordhausen in die Regionalliga Nordost. Im Januar 2020 wurde Pluntke von Kickers Offenbach verpflichtet. Aufgrund einer Knieverletzung kam Pluntke daraufhin jedoch nicht zum Einsatz und war auch nach der Unterbrechung des Spielbetriebs aufgrund der COVID-19-Pandemie bis dato (Stand: 11. März 2021) nicht für die Kickers im Einsatz gewesen. Mitte Februar gab der damalige Tabellenführer der Oberliga Niederrhein, der 1. FC Bocholt, die Verpflichtung des Innenverteidigers für die im Sommer startende Spielzeit 2021/22 bekannt. Dabei unterschrieb der 27-Jährige einen Einjahresvertrag; unabhängig der Liga, in der das Team in der kommenden Saison spielen wird.

### Nationalmannschaft
Pluntke absolvierte am 10. Juni 2009 beim 3:0-Sieg gegen Polen ein Spiel für die deutsche U15-Nationalmannschaft. Für die U16, U17 und U18 kam er auf insgesamt acht Einsätze.